# プロデューサーズ (2005年の映画)
『プロデューサーズ』（原題：The Producers）は、2005年に公開されたアメリカ合衆国のミュージカル・コメディ映画。メル・ブルックスが監督を務めた同名映画を原作とした同名ミュージカルの映画化作品。ミュージカル版の演出を担当したスーザン・ストローマンが監督を務め、ネイサン・レイン、マシュー・ブロデリック、ゲイリー・ビーチ、ロジャー・バートがミュージカル版から引き続き出演している。
2005年12月16日に限定公開された後、25日から全米公開された。製作費は4,500万ドルかけられたものの興行収入は3,800万ドルに止まり、興行的には失敗している。

## あらすじ
ブロードウェイ・プロデューサーのマックス・ビアリストックは、かつては「ブロードウェイの王様」と呼ばれた大物だったが、現在は新作が酷評の嵐で上演初日に打ち切りになるまでに落ちぶれてしまっていた。ある日、マックスの事務所を会計士のレオ・ブルームが帳簿の確認に訪れる。レオは失敗作の帳簿の金額の帳尻を合わせるようにマックスに依頼され、レオは失敗作の方が内国歳入庁のチェックが甘く、ヒット作よりも帳簿の改竄が容易なことに気付く。それを聞いたマックスは史上最低のミュージカルを作り出資金を騙し取ろうと考え、プロデューサーに憧れるレオを悪事に誘うが、小心者のレオは誘いを拒否して会計事務所に帰ってしまう。しかし、自分の夢を実現したいという欲求に駆られたレオは、上司のマークスに辞表を突き出してマックスの元に戻ってくる。
2人は史上最低の脚本を探し回り、『春の日のヒトラー』という本を発見する。2人は上演権を取得するためナチスかぶれの作者フランツ・リープキンの元を訪れ権利を取得し、続けてゲイの演出家ロジャー・デ・ブリーの元を訪れて契約を結ぶ。最低の脚本と演出家を確保した2人が事務所に戻ると、美人だがスウェーデン語訛りの酷い女優ウーラが自分を売り込みに訪れる。ウーラの美貌に見惚れたマックスは出演を約束し、さらに彼女を秘書兼電話番として事務所に雇うことに決める。マックスは自分のパトロンになっている街中の高齢女性の元を駆けずり回って200万ドルの出資金を集め、その間にレオとウーラは親密な関係に発展する。マックスたちはヒトラー役のオーディションを開催するが、参加者の軟弱な歌い方に激怒したフランツが手本を見せるために歌い出し、それを見たマックスは彼をヒトラー役に指名する。
『春の日のヒトラー』の上演初日を迎えたマックスたちは劇場に集まるが、ヒトラー役のフランツが足を骨折して出演できなくなってしまう。マックスは上演中止を避けるためロジャーを代役に指名し、彼はパートナーのカルメンに説得されて出演を決める。ミュージカルが開始されると、観客はヒトラーを賛美する内容に激怒して帰ろうとするが、ロジャー演じる「ゲイのヒトラー」が現れると状況が一変し、「ヒトラー批判の風刺」と勘違いされてミュージカルは大ヒットする。計画が失敗したマックスとレオは仲間割れを始め、祝福に来たロジャーとカルメンを巻き込んで喧嘩を起こし、さらにヒトラーを侮辱されたことに激怒したフランツが拳銃を発砲したため警察が出動する騒ぎに発展する。フランツは警察に逮捕され、裏帳簿が見付かったマックスも連行されてしまう。1人残ったレオも自首しようとするが、事情を知ったウーラに説得され、彼女と共に200万ドルを持ち逃げしてリオデジャネイロに逃亡する。
マックスは裁判に出廷し、そこで弁護のために駆け付けたレオとウーラに再会する。レオは自分の夢を叶えてくれたマックスに感謝を伝え、それを見た判事は「2人の友情は壊せない」として2人にシンシン刑務所での懲役5年の刑を言い渡す。2人は先に収監されていたフランツと合流して囚人たちと共に新作ミュージカルの製作に取り掛かり、「囚人たちの更生に貢献した」として3人は恩赦により釈放される。3人はロジャーやウーラと共に新作『愛の囚人』をブロードウェイで上演し、マックスとレオはブロードウェイの名プロデューサーとして返り咲く。

## キャスト
- マックス・ビアリストック - ネイサン・レイン
- レオ・ブルーム - マシュー・ブロデリック
- ウーラ - ユマ・サーマン
- フランツ・リープキン - ウィル・フェレル
- ロジャー・デ・ブリー - ゲイリー・ビーチ
- カルメン・ギア - ロジャー・バート
- マークス - ジョン・ロヴィッツ
- 受刑者 - マイケル・マッキーン
- 判事 - デヴィッド・ハドルストン
- ジュリー・フォアマン陪審員 - リチャード・カインド
- ホールドミー・タッチミー - アイリーン・エッセル
- リックミー・バイトミー - デブラ・モンク（英語版）
- リード・テナー - ジョン・バロウマン
- バグ・レディ - マリリン・ソコル（英語版）
- 看守 - ダニー・マストロジョルジオ（英語版）
- 本人役、トム（猫）の声、ヒルダ（鳩）の声、ドイツ兵の声 - メル・ブルックス

## 評価

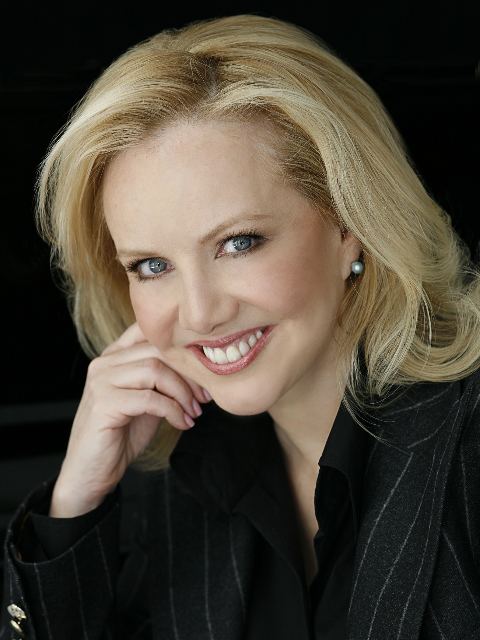
スーザン・ストローマン

Rotten Tomatoesには153件のレビューが寄せられ支持率50%、平均評価5.7/10となっており「豊富な素材があるにもかかわらず、『プロデューサーズ』は大スクリーンの映画館よりも古臭い劇場が似合うように感じる」と批評されている。Metacriticには36件のレビューが寄せられ52/100の評価となっており、CinemaScoreでは「B+」評価となっている。
Reel Talkのベティ・ジョー・タッカーは、「俗悪なミュージカル・ナンバーが映画の大部分の笑いを引き起こします……最後に、私のような昔のミュージカルファンが応援できるようなミュージカルの宝石を作り上げたスーザン・ストローマンに祝福を申し上げます」と批評している。ネイサン・ラビンは「ラフなスタートと長過ぎるエンディングの間で、ブロードウェイミュージカルとパロディの両方への賛美を兼ね備えた素晴らしいエンターテインメントの時間があります。ブルックスがテイストと妥当性について戦いを宣言してから37年、『プロデューサーズ』は衝撃や怒りの力を失ったものの、楽しませる能力は今も残っています」と批評した。ロジャー・イーバートは1967年のオリジナル版に慣れ親しんでいるため批評することは難しいと述べたが、映画は「楽しい」として3/4の星を与え、「新しい映画が成功したことを私は知っています。どの程度成功したかについては、確かなことは分かりません」と批評している。
否定的なレビューの大半は、映画が映画館ではなく劇場を意識した撮影がされているという点を批判している。ステファニー・ザカレクは「『プロデューサーズ』は本質的に舞台劇の映画版で、キャラクターの表現や台詞の読み取りの全てが映画用にスケールダウンされていません。全てのジェスチャーは俳優が20フィート先にいるかのように演技されており、俳優が大画面で拡大されると実際にあなたの膝に座っていることを意味します。その効果は、まるで特殊なメガネを使わずに3DIMAXを観るようなものです」と批判している。

## 外部サイト
- The Producers | Watch Page | DVD, Blu-ray, Digital HD, On Demand, Trailers, Downloads | Universal Pictures Home Entertainment（英語）
- プロデューサーズ | ソニー・ピクチャーズ公式（日本語）
- プロデューサーズ (2005) - allcinema
- プロデューサーズ (2005) - KINENOTE
- The Producers (2005) - オールムービー（英語）
- The Producers (2005) - IMDb（英語）